# Sankuru (rivière)
Pour les articles homonymes, voir Sankuru.
La rivière Sankuru est une rivière de la république démocratique du Congo et un affluent du Kasaï, donc du fleuve Congo.

## Géographie
Elle est longue de 1 200 km.
Sa partie supérieure est appelée Lubilash ou Lubilanji en amont de Pania-Mutombo. La rivière coule vers le nord et ensuite vers l'ouest, traversant Lusambo, pour se jeter dans le Kasaï près de Bena-Bendi.

## Affluents principaux
- Mbuji-Mayi
- Lubi
- Lubefu

## Histoire
C'est en traversant la rivière près de Lodi dans le territoire de Mweka, le 2 décembre 1960, que Patrice Lumumba fut arrêté par une unité de l'armée congolaise.